# Babylon (Nueva York)
Para la villa con el mismo nombre, véase; Babylon.
Babylon es una ciudad ubicado en el condado de Suffolk en el estado estadounidense de Nueva York. En el año 2000 tenía una población de 211,792 habitantes y una densidad poblacional de 1,564.2 personas por km².

## Geografía
Babylon se encuentra ubicada en las coordenadas 40°41′N 73°19′O / 40.683, -73.317. Según la Oficina del Censo, la ciudad tiene un área total de 295,7 km² (114,2 mi²), de la cual 135,4 km² (52,3 mi²) es tierra y 160,3 km² (61,9 mi²) (54.20%) es agua.

## Demografía
Según la Oficina del Censo en 2000 los ingresos medios por hogar en la localidad eran de $60 064, y los ingresos medios por familia eran $66 261. Los hombres tenían unos ingresos medios de $45 160 frente a los $32 062 para las mujeres. La renta per cápita para la localidad era de $22 844. Alrededor del 4.6% de la población estaban por debajo del umbral de pobreza.